# Michael Kohlmann
Pour les articles homonymes, voir Kohlmann.
Michael Kohlmann, né le 11 janvier 1974 à Hagen, est un joueur de tennis allemand, professionnel de 1995 à 2013, devenu capitaine de l'équipe d'Allemagne de Coupe Davis.

## Biographie
Nommé vice-capitaine de l'équipe d'Allemagne de Coupe Davis en novembre 2012, Michael Kohlmann devient capitaine en février 2015 en remplacement de Carsten Arriens.

## Palmarès

### Titres en double messieurs
| No | Date       | Nom et lieu du tournoi                   | Catégorie   | Dotation  | Surface         | Partenaire      | Finalistes                         | Score             |          |
| -- | ---------- | ---------------------------------------- | ----------- | --------- | --------------- | --------------- | ---------------------------------- | ----------------- | -------- |
| 1  | 11-02-2002 | Copenhagen Open Copenhague               | Int' Series | 356 000 $ | Dur (int.)      | Julian Knowle   | Jiří Novák Radek Štěpánek          | 7-68, 7-5         | Parcours |
| 2  | 30-12-2002 | Tata Open Chennai                        | Int' Series | 355 000 $ | Dur (ext.)      | Julian Knowle   | František Čermák Leoš Friedl       | 7-61, 7-63        | Parcours |
| 3  | 10-01-2005 | Heineken Open Auckland                   | Int' Series | 401 000 $ | Dur (ext.)      | Yves Allegro    | Simon Aspelin Todd Perry           | 6-4, 7-64         | Parcours |
| 4  | 10-04-2006 | US Men's Clay Court Championship Houston | Int' Series | 355 000 $ | Terre (ext.)    | Alexander Waske | Julian Knowle Jürgen Melzer        | 5-7, 6-4, [10-5]  | Parcours |
| 5  | 29-01-2007 | PBZ Zagreb Indoors Zagreb                | Int' Series | 391 000 $ | Moquette (int.) | Alexander Waske | František Čermák Jaroslav Levinský | 7-65, 4-6, [10-5] | Parcours |

### Finales en double messieurs
| No | Date       | Nom et lieu du tournoi                             | Catégorie   | Dotation  | Surface      | Vainqueurs                         | Partenaire       | Score             |          |
| -- | ---------- | -------------------------------------------------- | ----------- | --------- | ------------ | ---------------------------------- | ---------------- | ----------------- | -------- |
| 1  | 13-09-1999 | Bournemouth International Bournemouth              | Int' Series | 375 000 $ | Terre (ext.) | David Adams Jeff Tarango           | Nicklas Kulti    | 6-3, 65-7, 7-65   |          |
| 2  | 10-07-2000 | UBS Open Gstaad                                    | Int' Series | 600 000 $ | Terre (ext.) | Jiří Novák David Rikl              | Jérôme Golmard   | 3-6, 6-3, 6-4     |          |
| 3  | 29-04-2002 | Mallorca Open Palma de Majorque                    | Int' Series | 356 000 $ | Terre (ext.) | Mahesh Bhupathi Leander Paes       | Julian Knowle    | 6-2, 6-4          | Parcours |
| 4  | 24-02-2003 | Copenhagen Open Copenhague                         | Int' Series | 355 000 $ | Dur (int.)   | Tomáš Cibulec Pavel Vízner         | Julian Knowle    | 7-5, 5-7, 6-2     | Parcours |
| 5  | 20-10-2003 | St. Petersburg Open Saint-Pétersbourg              | Int' Series | 975 000 $ | Dur (int.)   | Julian Knowle Nenad Zimonjić       | Rainer Schüttler | 7-61, 6-3         | Parcours |
| 6  | 15-05-2004 | Grand-Prix Hassan II Casablanca                    | Int' Series | 355 000 $ | Terre (ext.) | Enzo Artoni Fernando Vicente       | Yves Allegro     | 3-6, 6-0, 6-4     | Parcours |
| 7  | 23-08-2004 | TD Waterhouse Cup Long Island                      | Int' Series | 355 000 $ | Dur (ext.)   | Antony Dupuis Michaël Llodra       | Yves Allegro     | 6-2, 6-4          | Parcours |
| 8  | 07-02-2005 | SAP Open San José                                  | Int' Series | 355 000 $ | Dur (int.)   | Wayne Arthurs Paul Hanley          | Yves Allegro     | 7-64, 6-4         | Parcours |
| 9  | 04-07-2005 | Allianz Suisse Open Gstaad                         | Int' Series | 470 000 $ | Terre (ext.) | František Čermák Leoš Friedl       | Rainer Schüttler | 7-66, 7-611       | Parcours |
| 10 | 24-04-2006 | Grand-Prix Hassan II Casablanca                    | Int' Series | 355 000 $ | Terre (ext.) | Julian Knowle Jürgen Melzer        | Alexander Waske  | 6-3, 6-4          | Parcours |
| 11 | 12-06-2006 | Gerry Weber Open Halle (Westf.)                    | Int' Series | 775 000 $ | Gazon (ext.) | Fabrice Santoro Nenad Zimonjić     | Rainer Schüttler | 6-0, 6-4          | Parcours |
| 12 | 06-07-2009 | Campbell’s Hall of Fame Championships Newport (RI) | ATP 250     | 442 500 $ | Gazon (ext.) | Jordan Kerr Rajeev Ram             | Rogier Wassen    | 6-7, 7-67, [10-6] | Parcours |
| 13 | 03-05-2010 | BMW Open by FWU RETAKAFUL Munich                   | ATP 250     | 398 250 € | Terre (ext.) | Oliver Marach Santiago Ventura     | Eric Butorac     | 5-7, 6-3, [16-14] | Parcours |
| 14 | 26-09-2011 | PTT Thailand Open Bangkok                          | ATP 250     | 587 000 $ | Dur (int.)   | Oliver Marach Aisam-Ul-Haq Qureshi | Alexander Waske  | 7-64, 7-65        | Parcours |

## Parcours enGrand Chelem

### En simple
| Année | Open d'Australie | Open d'Australie    | Roland-Garros | Roland-Garros | Wimbledon | Wimbledon        | US Open | US Open        |
| ----- | ---------------- | ------------------- | ------------- | ------------- | --------- | ---------------- | ------- | -------------- |
| 1998  | -                | -                   | -             | -             | -         | -                | 3e tour | Tim Henman     |
| 1999  | 1er tour         | Tommy Haas          | -             | -             | 1er tour  | Francisco Clavet | 2e tour | Nicolas Kiefer |
| 2000  | -                | -                   | -             | -             | 1er tour  | Richard Krajicek | -       | -              |
| 2001  | -                | -                   | -             | -             | -         | -                | -       | -              |
| 2002  | 1er tour         | Ievgueni Kafelnikov | -             | -             | 1er tour  | Guillermo Cañas  | -       | -              |

À droite du résultat, l'ultime adversaire.

### En double
| Année | Open d'Australie                                                             | Open d'Australie                                                                  | Roland-Garros                                                                            | Roland-Garros                   | Wimbledon                          | Wimbledon                      | US Open                      | US Open                          |
| ----- | ---------------------------------------------------------------------------- | --------------------------------------------------------------------------------- | ---------------------------------------------------------------------------------------- | ------------------------------- | ---------------------------------- | ------------------------------ | ---------------------------- | -------------------------------- |
| 1998  | 1er tour Karsten Braasch                                                     | Jonas Björkman Jacco Eltingh                                                      | -                                                                                        | -                               | -                                  | -                              | 2e tour Maurice Ruah         | Neil Broad Piet Norval           |
| 1999  | 2e tour Aleksandar Kitinov                                                   | Lucas Arnold Ker Pavel Vízner                                                     | 1er tour Tom Vanhoudt                                                                    | Lan Bale Grant Stafford         | 1er tour Tom Kempers               | Mahesh Bhupathi Leander Paes   | 1er tour Nebojsa Djordjevic  | Todd Woodbridge Mark Woodforde   |
| 2000  | 1er tour James Greenhalgh                                                    | David Adams John-Laffnie de Jager                                                 | -                                                                                        | -                               | -                                  | -                              | 1er tour Marc-Kevin Goellner | Sébastien Lareau Daniel Nestor   |
| 2001  | 1er tour Lars Burgsmüller                                                    | Nicolás Lapentti Carlos Moyà                                                      | 2e tour Robbie Koenig                                                                    | Wayne Black Kevin Ullyett       | -                                  | -                              | -                            | -                                |
| 2002  | 1er tour Julian Knowle                                                       | Mahesh Bhupathi Leander Paes                                                      | 1er tour Julian Knowle                                                                   | Donald Johnson Jared Palmer     | 2e tour Julian Knowle              | Martin Damm Cyril Suk          | 1er tour Julian Knowle       | Mahesh Bhupathi Max Mirnyi       |
| 2003  | 1er tour Julian Knowle                                                       | Albert Portas Tommy Robredo                                                       | 2e tour Julian Knowle                                                                    | Tomáš Cibulec Pavel Vízner      | -                                  | -                              | 2e tour Julian Knowle        | Mark Knowles Daniel Nestor       |
| 2004  | 2e tour Julian Knowle                                                        | Juan Ignacio Chela Óscar Hernández                                                | 3e tour Yves Allegro                                                                     | Mark Knowles Daniel Nestor      | 1er tour Yves Allegro              | Julian Knowle Nenad Zimonjić   | 2e tour Yves Allegro         | Leander Paes David Rikl          |
| 2005  | 1er tour Yves Allegro                                                        | Xavier Malisse Olivier Rochus                                                     | 2e tour Yves Allegro                                                                     | Fernando González Nicolás Massú | 1er tour Yves Allegro              | Ivo Karlović Rogier Wassen     | -                            | -                                |
| 2006  | 1er tour Gilles Müller                                                       | Jonas Björkman Max Mirnyi                                                         | 1er tour Rainer Schüttler                                                                | Alberto Martín Potito Starace   | 2e tour Rainer Schüttler           | Paul Hanley Kevin Ullyett      | 3e tour Alexander Waske      | Jonas Björkman Max Mirnyi        |
| 2007  | 1er tour Leoš Friedl                                                         | Tomáš Cibulec R. Schüttler                                                        | Quart de finale Rainer Schüttler                                                         | Mark Knowles Daniel Nestor      | 2e tour Michael Berrer             | Scott Lipsky David Martin      | 2e tour Rainer Schüttler     | Julien Benneteau Nicolas Mahut   |
| 2010  | 1/2 finale J. Nieminen \|\| style="text-align:left;" \| Bob Bryan Mike Bryan | 1er tour (1/32) J. Nieminen \|\| style="text-align:left;" \| L. Mayer H. Zeballos | 1er tour (1/32) J. Nieminen \|\| style="text-align:left;" \| M. Fyrstenberg M. Matkowski | 2e tour Jarkko Nieminen         | Rohan Bopanna Aisam-Ul-Haq Qureshi |                                |                              |                                  |
| 2011  | 1/8 de finale Benjamin Becker                                                | Bob Bryan Mike Bryan                                                              | 3e tour (1/8) Dustin Brown                                                               | Scott Lipsky Rajeev Ram         | 1er tour (1/32) Dustin Brown       | Carsten Ball Santiago González | 2e tour Alexander Waske      | David Marrero Andreas Seppi      |
| 2012  | 2e tour Julian Knowle                                                        | Daniele Bracciali Potito Starace                                                  | 1er tour (1/32) Alexander Waske                                                          | Oliver Marach Horacio Zeballos  | 2e tour Martin Emmrich             | Ivan Dodig Marcelo Melo        | 1er tour (1/32) Björn Phau   | Serhiy Stakhovsky Viktor Troicki |
| 2013  | 2e tour Jarkko Nieminen                                                      | Eric Butorac Paul Hanley                                                          | -                                                                                        | -                               |                                    |                                |                              |                                  |

Sous le résultat, le partenaire ; à droite, l'ultime équipe adverse.

### En double mixte
| Année | Open d'Australie | Open d'Australie | Internationaux de France | Internationaux de France | Wimbledon                    | Wimbledon                       | US Open | US Open |
| ----- | ---------------- | ---------------- | ------------------------ | ------------------------ | ---------------------------- | ------------------------------- | ------- | ------- |
| 2010  |                  |                  |                          |                          | 1er tour (1/32) Julia Görges | Gisela Dulko Juan Ignacio Chela |         |         |

N.B. : le nom de la partenaire se trouve sous le résultat ; le nom des ultimes adversaires se trouve à droite.